# Spanyolország uralkodóinak listája
Ez a lap Spanyolország uralkodóinak listáját tartalmazza.

## Trastámara-ház (1474–1516)
| Uralkodó                                                                                                | Életterminusa                                       | Uralkodása kezdete                                           | Uralkodása vége                                                                                       | Uralkodóháza | Megjegyzés | Portré |
| --- | --------------------------------------------------- | ------------------------------------------------------------ | --- | ------------ | --- | ------ |
| I. Katolikus Izabella spanyolul: Isabel I la Católica Kasztília 22. királynője                          | 1451. április 22. – 1504. november 26. (53 évesen)  | 1474. december 11.                                           | 1504. november 26. (29 év, 11 hónap, 15 nap)                                                          | Trastámarák  | II. János kasztíliai és leóni király és Avis Izabella portugáliai infánsnő leánya |        |
| II./V. Katolikus Ferdinánd spanyolul: Fernando II/V la Católica Aragónia 20. királya, Kasztília régense | 1452. március 10. – 1516. január 25. (63 évesen)    | 1479. január 20. Aragóniában 1475. január 15. Kasztíliában   | 1516. január 25. (37 év, 3 nap) Aragóniában 1504. november 26. (29 év, 10 hónap, 11 nap) Kasztíliában | Trastámarák  | II. János aragón és navarrai király és Juana Enríquez fia, felesége, I. Izabella királynő mellett Kasztília régense                                                                      |        |
| I./II. Őrült Johanna spanyolul: Juana I/II la Loca Kasztília 23., Aragónia 21. királynője               | 1479. november 6. – 1555. április 12. (75 évesen)   | 1504. november 26. Kasztíliában 1516. január 25. Aragóniában | 1555. április 12. (50 év, 4 hónap, 16 nap) Kasztíliában (39 év, 2 hónap, 9 nap) Aragóniában           | Trastámarák  | I. Izabella kasztíliai és leóni királynő és II. Ferdinánd aragóniai király leánya, társuralkodója férje, Szép Fülöp, majd annak halála után régens mellette fiuk, Habsburg Károly infáns |        |
| I. Szép Fülöp spanyolul: Felipe I el Hermoso Kasztília 24. királya                                      | 1478. július 22. – 1506. szeptember 25. (28 évesen) | 1506. július 12.                                             | 1506. szeptember 25. (2 hónap, 13 nap)                                                                | Habsburgok   | I. Miksa német-római császár és I. Mária burgundi uralkodó hercegnő fia, felesége Őrült Johanna                                                                                          |        |

## Habsburg-ház (1516–1700)
| Uralkodó                                                                      | Életterminusa                                        | Uralkodása kezdete   | Uralkodása vége                               | Uralkodóháza       | Megjegyzés | Portré |
| ----------------------------------------------------------------------------- | ---------------------------------------------------- | -------------------- | --------------------------------------------- | ------------------ | --- | ------ |
| I. Károly spanyolul: Carlos I Spanyolország 1. királya                        | 1500. február 24. – 1558. szeptember 21. (58 évesen) | 1516. március 14.    | 1556. január 16. (39 év, 10 hónap, 2 nap)     | Spanyol–Habsburgok | I. Szép Fülöp kasztíliai király és II. Őrült Johanna kasztíliai és aragón királynő fia                                                     |        |
| II. Okos Fülöp spanyolul: Felipe II el Prudente Spanyolország 2. királya      | 1527. május 21. – 1598. szeptember 13. (71 évesen)   | 1556. január 16.     | 1598. szeptember 13. (42 év, 7 hónap, 28 nap) | Spanyol–Habsburgok | V. Károly német-római császár és spanyol király és Izabella portugál infánsnő fia, egyben Portugália királya                               |        |
| III. Jámbor Fülöp spanyolul: Felipe III el Piadoso Spanyolország 3. királya   | 1578. április 14. – 1621. március 31. (42 évesen)    | 1598. szeptember 13. | 1621. március 31. (22 év, 6 hónap, 18 nap)    | Spanyol–Habsburgok | II. Fülöp spanyol és portugál király és Habsburg Anna osztrák főhercegnő fia                                                               |        |
| IV. Nagy Fülöp spanyolul: Felipe IV el Grande Spanyolország 4. királya        | 1605. április 8. – 1665. szeptember 17. (60 évesen)  | 1621. március 31.    | 1665. szeptember 17. (44 év, 5 hónap, 17 nap) | Spanyol–Habsburgok | III. Fülöp spanyol és portugál király és Habsburg Margit osztrák főhercegnő fia                                                            |        |
| II. Babonás Károly spanyolul: Carlos II el Hechizado Spanyolország 5. királya | 1661. november 6. – 1700. november 1. (38 évesen)    | 1665. szeptember 17. | 1700. november 1. (35 év, 1 hónap, 15 nap)    | Spanyol–Habsburgok | IV. Fülöp spanyol és portugál király és Habsburg Mária Anna osztrák főhercegnő fia                                                         |        |
| III. Károly spanyolul: Carlos III Spanyolország trónkövetelője                | 1685. október 1. – 1740. október 20. (55 évesen)     | 1703. szeptember 12. | 1715. július 2.                               | Dunai–Habsburgok   | III. Fülöp spanyol király dédunokája, I. Lipót német-római császár, magyar és cseh király és Eleonóra Magdolna pfalz–neuburgi hercegnő fia |        |

## Bourbon-ház (1700–1808)
| Uralkodó                                                                             | Életterminusa                                          | Uralkodása kezdete  | Uralkodása vége                             | Uralkodóháza      | Megjegyzés | Portré |
| ------------------------------------------------------------------------------------ | ------------------------------------------------------ | ------------------- | ------------------------------------------- | ----------------- | --- | ------ |
| V. Bátor Fülöp spanyolul: Felipe V el Animoso Spanyolország 6. királya               | 1683. december 19. – 1746. július 9. (62 évesen)       | 1700. november 15.  | 1724. január 15. (23 év, 2 hónap)           | Spanyol–Bourbonok | IV. Fülöp spanyol király dédunokája, Bourbon Lajos francia királyi herceg és Mária Anna Viktória bajor hercegnő fia, lemondott a trónról elsőszülötte javára |        |
| I. Hőnszeretett Lajos spanyolul: Luis I el Bien Amado Spanyolország 7. királya       | 1707. augusztus 25. – 1724. augusztus 31. (17 évesen)  | 1724. január 15.    | 1724. augusztus 31. (7 hónap, 16 nap)       | Spanyol–Bourbonok | V. Fülöp spanyol király és Savoyai Mária Lujza szárd–piemonti királyi hercegnő fia, fiatalon elhunyt fekete himlőben                                         |        |
| V. Bátor Fülöp spanyolul: Felipe V el Animoso Spanyolország 8. királya               | 1683. december 19. – 1746. július 9. (62 évesen)       | 1724. szeptember 6. | 1746. július 9. (21 év, 10 hónap, 3 nap)    | Spanyol–Bourbonok | IV. Fülöp spanyol király dédunokája, Bourbon Lajos francia királyi herceg és Mária Anna Viktória bajorhercegnő fia, ez volt második regnálása                |        |
| VI. Bölcs Ferdinánd spanyolul: Fernando VI el Prudente Spanyolország 9. királya      | 1713. szeptember 23. – 1759. augusztus 10. (45 évesen) | 1746. július 9.     | 1759. augusztus 10. (13 év, 1 hónap, 1 nap) | Spanyol–Bourbonok | V. Fülöp spanyol király és Savoyai Mária Lujza szárd–piemonti királyi hercegnő fia, I. Hőnszeretett Lajos király testvére                                    |        |
| III. Károly, a Politikus spanyolul: Carlos III el Político Spanyolország 10. királya | 1716. január 20. – 1788. december 14. (72 évesen)      | 1759. augusztus 10. | 1788. december 14. (29 év, 4 hónap, 4 nap)  | Spanyol–Bourbonok | V. Fülöp spanyol király és Farnese Erzsébet parmai hercegnő fia, egyben Nápoly és Szicília királya, valamint Parma és Piacenza uralkodó hercege              |        |
| IV. Károly spanyolul: Carlos IV Spanyolország 11. királya                            | 1748. november 11. – 1819. január 20. (70 évesen)      | 1788. december 14.  | 1808. március 19. (19 év, 3 hónap, 5 nap)   | Spanyol–Bourbonok | III. Károly spanyol, nápolyi és szicíliai király és Szászországi Mária Amália lengyel királyi hercegnő fia                                                   |        |
| VII. Ferdinánd spanyolul: Fernando VII Spanyolország 12. királya                     | 1784. október 14. – 1833. szeptember 29. (48 évesen)   | 1808. március 19.   | 1808. május 6. (1 hónap, 17 nap)            | Spanyol–Bourbonok | IV. Károly spanyol király és Mária Lujza Bourbon–parmai hercegnő fia, ez volt első regnálása                                                                 |        |

## Bonaparte-ház (1808–13)
| Uralkodó                                              | Életterminusa                                  | Uralkodása kezdete | Uralkodása vége                           | Uralkodóháza | Megjegyzés                                                                                 | Portré |
| ----------------------------------------------------- | ---------------------------------------------- | ------------------ | ----------------------------------------- | ------------ | ------------------------------------------------------------------------------------------ | ------ |
| I. József spanyolul: José I Spanyolország 13. királya | 1768. január 7. – 1844. július 28. (76 évesen) | 1808. július 6.    | 1813. december 11. (5 év, 6 hónap, 5 nap) | Bonaparték   | Carlo Maria Buonaparte és Maria Letizia Ramolino fia, I. Napóleon francia császár testvére |        |

## Bourbon-ház (1813–68)
| Uralkodó                                                                                        | Életterminusa                                        | Uralkodása kezdete   | Uralkodása vége                                | Uralkodóháza      | Megjegyzés | Portré |
| ----------------------------------------------------------------------------------------------- | ---------------------------------------------------- | -------------------- | ---------------------------------------------- | ----------------- | --- | ------ |
| VII. Ferdinánd spanyolul: Fernando VII Spanyolország 12. királya                                | 1784. október 14. – 1833. szeptember 29. (48 évesen) | 1813. december 11.   | 1833. szeptember 29. (19 év, 9 hónap, 18 nap)  | Spanyol–Bourbonok | IV. Károly spanyol király és Mária Lujza Bourbon–parmai hercegnő fia, ez volt második regnálása                                                 |        |
| II. Izabella spanyolul: Isabel II Spanyolország 14. királynője                                  | 1830. október 10. – 1904. április 9. (73 évesen)     | 1833. szeptember 29. | 1868. szeptember 30. (35 év, 1 nap)            | Spanyol–Bourbonok | VII. Ferdinánd spanyol király és Mária Krisztina nápoly–szicíliai királyi hercegnő leánya                                                       |        |
| Bourbon Ferenc de Asís spanyolul: Francisco de Asís de Borbón Spanyolország iure uxoris királya | 1822. május 13. – 1902. április 16. (79 évesen)      | 1846. október 10.    | 1868. szeptember 30. (21 év, 11 hónap, 20 nap) | Spanyol–Bourbonok | IV. Károly király unokája, Ferenc de Paula, Cadiz hercege és Lujza Sarolta nápoly–szicíliai királyi hercegnő fia, II. Izabella királynő hitvese |        |

## Savoyai-ház (1870–73)
| Uralkodó                                               | Életterminusa                                  | Uralkodása kezdete | Uralkodása vége                           | Uralkodóháza | Megjegyzés                                                                              | Portré |
| ------------------------------------------------------ | ---------------------------------------------- | ------------------ | ----------------------------------------- | ------------ | --------------------------------------------------------------------------------------- | ------ |
| I. Amadé spanyolul: Amadeo I Spanyolország 15. királya | 1845. május 30. – 1890. január 18. (45 évesen) | 1870. november 16. | 1873. február 11. (2 év, 2 hónap, 26 nap) | Savoyaiak    | II. Viktor Emánuel olasz király és Habsburg–Lotaringiai Adelheid osztrák főhercegnő fia |        |

## Bourbon-ház (1874–1931)
| Uralkodó                                                       | Életterminusa                                       | Uralkodása kezdete | Uralkodása vége                              | Uralkodóháza      | Megjegyzés                                                                             | Portré |
| -------------------------------------------------------------- | --------------------------------------------------- | ------------------ | -------------------------------------------- | ----------------- | -------------------------------------------------------------------------------------- | ------ |
| XII. Alfonz spanyolul: Alfonso XII Spanyolország 16. királya   | 1857. november 28. – 1885. november 25. (27 évesen) | 1874. december 29. | 1885. november 25. (10 év, 10 hónap, 27 nap) | Spanyol–Bourbonok | II. Izabella spanyol királynő és Bourbon Ferenc de Asís, Cádiz hercegének fia          |        |
| XIII. Alfonz spanyolul: Alfonso XIII Spanyolország 17. királya | 1886. május 17. – 1941. február 28. (54 évesen)     | 1886. május 17.    | 1931. április 14. (44 év, 10 hónap, 24 nap)  | Spanyol–Bourbonok | XII. Alfonz spanyol király és Habsburg–Tescheni Mária Krisztina osztrák főhercegnő fia |        |

## Bourbon-ház (1975–)
| Uralkodó                                                           | Életterminusa                | Uralkodása kezdete | Uralkodása vége                           | Uralkodóháza      | Megjegyzés | Portré |
| ------------------------------------------------------------------ | ---------------------------- | ------------------ | ----------------------------------------- | ----------------- | --- | ------ |
| I. János Károly spanyolul: Juan Carlos I Spanyolország 18. királya | 1938. január 5. – (87 éves)  | 1975. november 22. | 2014. június 19. (38 év, 6 hónap, 28 nap) | Spanyol–Bourbonok | XIII. Alfonz spanyol király unokája, Bourbon János, Barcelona grófja és Mária Mercédesz nápoly–szicíliai királyi hercegnő fia |        |
| VI. Fülöp spanyolul: Felipe VI Spanyolország 19. királya           | 1968. január 30. – (57 éves) | 2014. június 19.   | hivatalban                                | Spanyol–Bourbonok | I. János Károly spanyol király és Zsófia görög és dán királyi hercegnő fia                                                    |        |

## Várományos
- Eleonóra asztúriai hercegnő (apját, VI. Fülöp királyt követve).